# ホンダ・アヴァンシア
アヴァンシア（Avancier、AVANCIER、冠道）は、本田技研工業が製造・販売する乗用車である。

## 初代 TA1/2/3/4型（1999年 - 2003年）
7代目アコードの北米仕様（日本名：4代目インスパイア）をベースに開発された国内専用車である。外観やコンセプトはかつてのアコードエアロデッキを彷彿とさせるもので、その独特なスタイリングは「アーチキャビンフォルム」と呼ばれ、車種においてもステーションワゴンとは呼ばず「4ドアクラブデッキ」と称していた。また、後のオペル・シグナムに影響を与えたといわれている。製造は埼玉製作所（埼玉県狭山市）で行われた。
前席をウォークスルーとし、隣席や後席とのアクセスを容易にする一方、後席用にＢピラーに専用の送風口や天井のボックスが装備された。メーカーオプションの「Gパッケージ」を選択すると、リヤ座面格納式センターテーブル&リヤシートスライド（スライド量70mm）と同時に角度が変化するシートバック&リヤプライバシーガラスなどの装備が備わり、後席主体のリムジンライクなパッケージとなっていた。
モノボリューム風ワゴンボディによる広い室内を実用ではなく高級に振ったコンセプトは、発表当時として斬新なものであった。全く新しい高級車像を作り上げるべく開発されたが、見た目からは高級感がわかりづらいこともあった。
エンジンは、オデッセイに搭載されていたF23A型とJ30A型で、FFと4WDがラインナップされた。
4WD仕様は、大型化された前後バンパー&オーバーフェンダー、車高が上げられたサスペンション、大径タイヤ、ルーフレール等を装備してクロスオーバーSUVのような外観とし、エンブレムも4WDを強調する「Avancier4（数字のみ赤字）」となっていた。
また、IHCC（インテリジェントハイウェイクルーズコントロール）、ゲート式インパネシフト、5速ATなど、ホンダ初の技術が多く搭載されていた。
- 1999年
  - 9月13日 - 発表（発売は9月15日 ）。CMキャラクターはアンソニー・ホプキンス。当初はF23A型搭載のFF「L」/4WD「L-4」とJ30A型搭載のFF「V」との3バリエーションがクリオ店で発売された。

- 2000年
  - 2月3日 - V6エンジンの4WD「V-4」を追加。
  - 9月28日 - 「L」と「L-4」をベースに専用プレミアムサウンドシステムや、本革巻ステアリングホイール、ボディ同色フロントグリル、専用車体色などを設定した「フリーウェイ」が追加された。

- 2001年
  - 9月2日 - マイナーチェンジが行われ、プレステージ指向なコンセプトであったこれまでのアヴァンシアのイメージを180度転換させる2.3Lのスポーツグレード「ヌーベルバーグ（Nouvelle Vague ）」が登場。
  - ヌーベルバーグは、専用チューニングのサスペンションにより車高を15mm下げサーキット走行にも対応できるほどハンドリングとコーナリング性能を大幅に進化させかつ、専用16インチアルミやブラックインテリアなどを装備した「ユーロスポーツ・コンセプト」なグレード。車両価格は215万円で、専用色として「ミラノレッド」と「レイズンモーブ・パール」も選択可能だった。このヌーベルバーグがモデル後半の販売の中心となる。同時に、シリーズ全体にリアシートに読書灯を追加。なお、「ヌーベルバーグ」以外のFFモデルにも同様のアンダースカートが装着され、空力性能が向上している。CM曲はショッキング・ブルー「ヴィーナス」。

- 2003年
  - 2月6日 - 「ヌーベルバーグ」、「L-4」にプライバシーガラスを装備し、ベース車に対して20万円値下げした特別仕様車「プライベートスタイル」が追加された。
  - 7月[2] - 生産終了。以降は在庫対応分のみの販売となる。
  - 10月 - アコードワゴンとの兼ね合いもあり商業的には成功しなかった事と、オデッセイのフルモデルチェンジに伴う車種整理・統合の対象となり、販売を終了。

## 2代目 TG1/2/3/4/5/6型（2016年 - ）
2015年の上海モーターショーで世界初出品された「コンセプトD」を源流とし、それを市販向けにアレンジした大型クロスオーバーSUVに「アヴァンシア」（車名中国語表記：冠道）の名があてがわれて2016年の北京モーターショーでお披露目、同年11月より販売を開始した。同車はクロスツアーの後継車種としての役割を担うと同時に、広汽本田汽車のラインナップの頂点に位置付けられる。
エンジンはステップワゴンやシビックで採用済の1.5L直噴ターボ（240ターボ系、193PS）に加え、メーカー自身が「スポーツターボ」と呼ぶ新規開発の2.0L直噴ターボ（370ターボ系、272PS）の2種を用意し、前者にはCVTを、後者には9速ATを組み合わせ、さらに後者にはAWD仕様も設定される。
安全装備に抜かりはなく、ABS、エアバッグ等はもちろん、各エンジンのトップグレードには安全運転支援システム「Honda SENSING」までもを採用する。

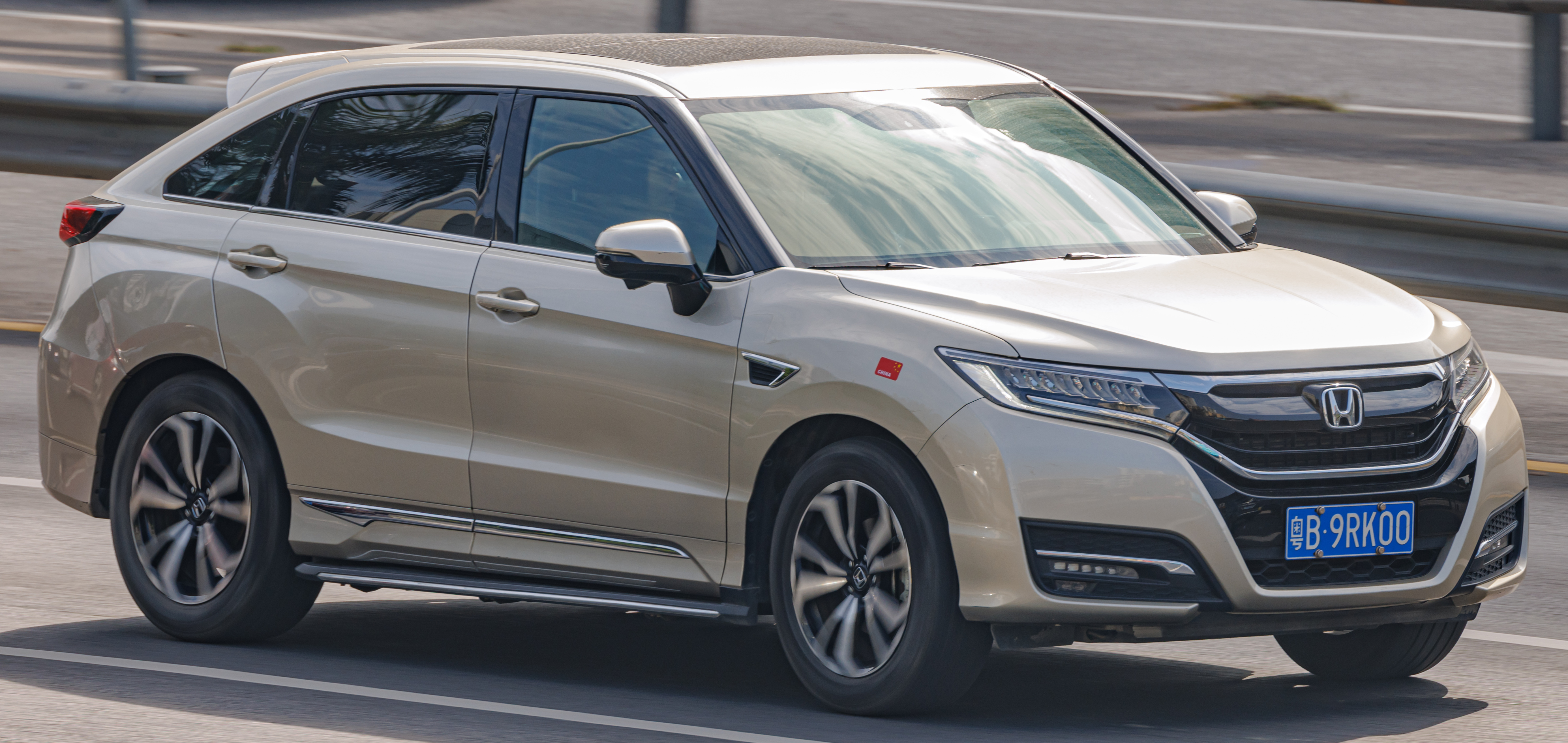
兄弟車 UR-V

## 搭載エンジン
初代
ホンダ・F23A型
- エンジン種類：水冷直列4気筒横置き
- 弁機構：SOHCベルト駆動 吸気2 排気2 VTEC
- 最高出力：110kW(150PS)/ 5,800rpm
- 最大トルク：206N·m(21.0kgf·m)/ 4,800rpm
- 総排気量：2,253cc
- 内径×行程：86.0mm × 97.0mm
- 圧縮比：9.5
- 燃料供給装置形式：電子制御燃料噴射式（ホンダPGM-FI）
- 使用燃料種類：無鉛レギュラーガソリン
- 燃料タンク容量(FF)：65L
- 燃料タンク容量(4WD)：60L

ホンダ・J30A型
- エンジン種類：水冷V型6気筒横置き
- 弁機構：SOHCベルト駆動 吸気2 排気2 VTEC
- 最高出力：158kW(215PS)/5,800rpm
- 最大トルク：272N·m(27.7kgf·m)/5,000rpm
- 総排気量：2,997cc
- 内径×行程：86.0mm × 86.0mm
- 圧縮比：10.0
- 燃料供給装置形式：電子制御燃料噴射式（ホンダPGM-FI）
- 使用燃料種類：無鉛レギュラーガソリン
- 燃料タンク容量(FF)：65L
- 燃料タンク容量(4WD)：61L

## 車名の由来
- アヴァンシア - フランス語で「前進する」という意味を持った「avancer」からの造語である。なおトヨタ・アベンシスも同じ「avancer」に由来している。
- ヌーベルバーグ - フランス語で「新しい波」という意味である。

## キャッチコピー
- 初代前期 ‐ 「エゴイストの資格」「4ドアクラブデッキ」
- 初代後期 ‐ 「Hondaはワゴンに何をしたか。」